# Wichard von Rochow (General)
Wichard Heino von Rochow (* 9. Oktober 1822 in Stülpe; † 11. Mai 1886 in Berlin) war ein preußischer Generalmajor.

## Leben

### Herkunft
Wichard entstammte dem Adelsgeschlecht Rochow und war der älteste Sohn von Adolf von Rochow (1788–1869) und dessen Ehefrau Wilhelmine, geborene von Broesigke (1803–1835) aus dem Hause Ketzür. Wichards Vater war preußischer Oberst, Hofmarschall des Wilhelm Prinz von Preußen (1783–1851) und Kommendator des Johanniterordens.

### Militärkarriere
Rochow besuchte 1835/38 die Ritterakademie in Brandenburg an der Havel. Seine jüngeren Brüder Wilhelm Rochus und Adam Ernst III. sowie seinen Cousins Hans Wilhelm III. und Adolf Friedrich gingen später auch dort zur Schule. Am 1. Mai 1840 trat er als Husar in das 3. Husaren-Regiment der Preußischen Armee ein. Als Portepeefähnrich folgte Mitte Juli 1841 seine Versetzung in das 1. Leib-Husaren-Regiment. Dort erhielt Rochow Mitte Mai 1844 den Charakter als Sekondeleutnant und am 9. November 1844 wurde ihm das Patent zu diesem Dienstgrad verliehen. Am 13. Januar 1852 aggregierte man ihn dem Regiment der Gardes du Corps und rangierte Rochow am 15. April 1852 mit einem Patent vom 12. Juni 1844 ein. Er stieg bis Mitte Juni 1857 zum Rittmeister auf, war bis 20. Mai 1858 Chef der 4. und anschließend der 6. Kompanie. Am 30. Juni 1859 wurde Rochow zum Chef der 3. Eskadron ernannt. Als Major führte er laut Rangliste diese Eskadron 1866 während des Krieges gegen Österreich in den Kämpfen bei Skalitz, Schweinschädel und Königgrätz sowie der Einschließung von Josefstadt.
Nach dem Krieg war er vom 30. Oktober 1866 bis zum 21. März 1868 etatsmäßiger Stabsoffizier, also Stellvertreter des Regimentskommandeurs, und wurde anschließend zum Kommandeur des 1. Garde-Ulanen-Regiments ernannt. In dieser Eigenschaft Mitte Juni 1869 zum Oberstleutnant befördert, nahm Rochow 1870/71 im Krieg gegen Frankreich an den Kämpfen bei Beaumont, Sedan und Beaugency sowie der Belagerung von Paris teil. Ausgezeichnet mit dem Eisernen Kreuz II. Klasse, wurde er nach dem Frieden von Frankfurt im August 1871 Oberst. Am 10. November 1871 wechselte er als Kommandeur zum 2. Garde-Ulanen-Regiment. In dieser Stellung wurde ihm am 18. September 1872 der Orden der Heiligen Anna sowie der Orden der Eisernen Krone II. Klasse verliehen. Krankheitsbedingt musste Rochow seinen Abschied nehmen, der ihm am 15. Oktober 1874 mit dem Charakter als Generalmajor  gewährt wurde.
Schon als junger Offizier trat er mit seinen Plessower Cousins Hans Wilhelm III., Adolf Friedrich und Rochus III. von Rochow in den Berliner Verein für Pferdezucht- und Dressur ein. Standesgemäß war er 1856 als neuer Ehrenritter bei der Eröffnung des neuen Sonnenburger Johanniter-Krankenhauses dabei und wurde 1869 Rechtsritter des Johanniterordens.  Nach seinem Tod setzte man ihn am 14. Mai 1886 in Stülpe bei. Von 1869, als Erbe seines Vaters, bis zu seinem Tode war Wichard Gutsherr auf Stülpe, Hauptwohnsitz blieb Berlin.  Mit dem frühen Tod seiner Mutter von 1835 bis zum Verkauf 1883 blieb er nach Unterlagen des Domstiftarchiv Brandenburg (DSA Ket 33/ 152 – Pfarrarchiv Ketzür) mit seinen Geschwistern auch Mitbesitzer vom Rittergut Ketzür II mit Gortz II.

### Familie
Rochow hatte sich am 3. Juni 1852 in Berlin mit Anna Klara Mathilde von Rochow (1824–1874), Tochter des preußischen Generalleutnants und Gesandten in Sankt Petersburg Theodor von Rochow, verheiratet. Aus der Ehe ging die Tochter Elisabeth Maria Theodora (1854–1855) hervor. Die Herrschaft Stülpe mit Holbeck, Ließen, Schmielickendorf (heute nicht mehr vorhanden) und der Riesdorfer Heide übernahm dann 1887 Wichards Cousin, der Politiker Hans von Rochow, die Verwaltung dieser Güter wiederum dessen zweiter Sohn Rochus Friedrich Rudolf (1856–1901).